# Coherencia de las políticas de desarrollo

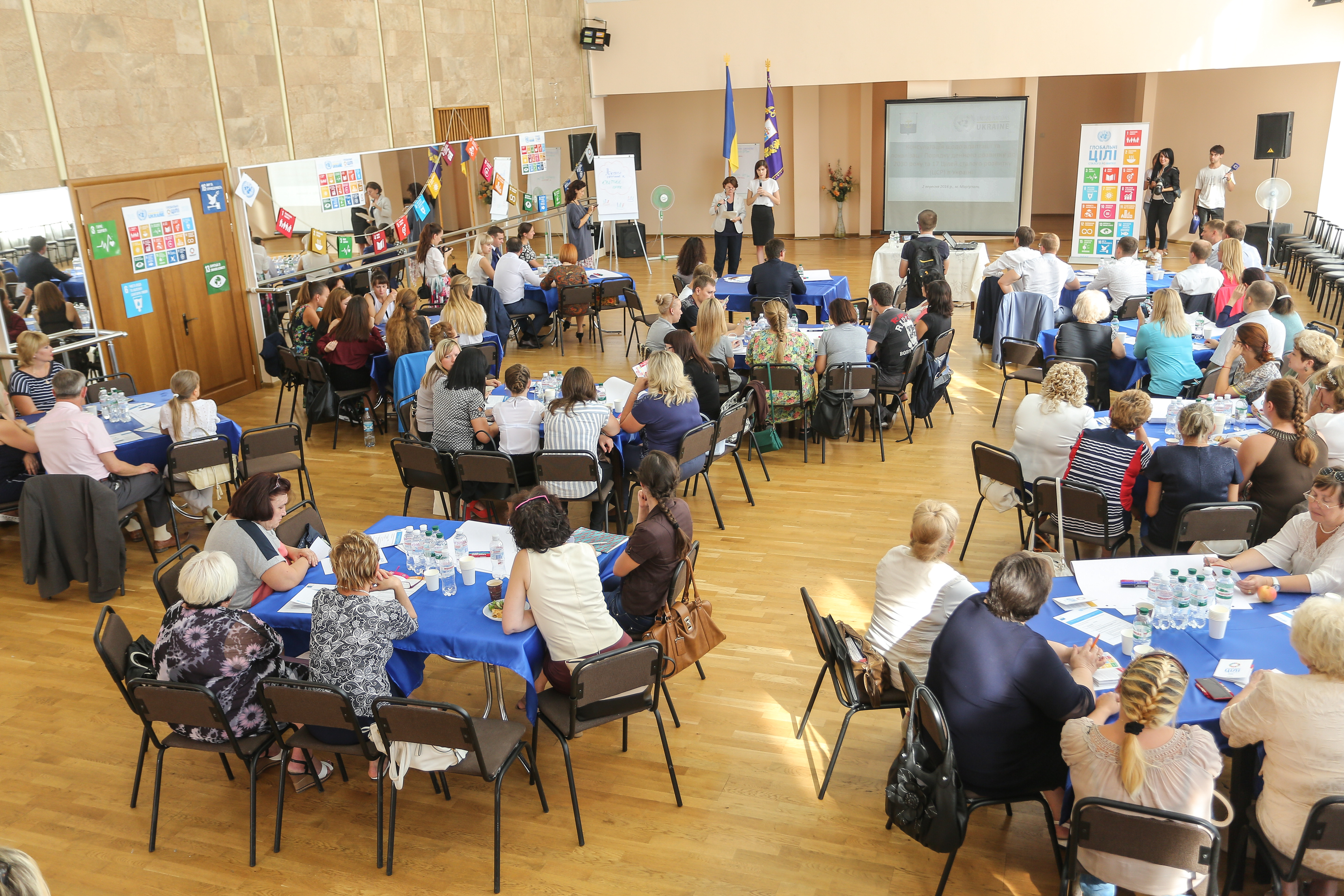
Consultas para la elaboración de los Objetivos de Desarrollo Sostenible, un esfuerzo para la coherencia de las políticas de desarrollo

La coherencia de las políticas de desarrollo (PCD por sus siglas en inglés) es un planteamiento y una herramienta para integrar las dimensiones económica, social y medioambiental del desarrollo sostenible en todos los niveles de elaboración de políticas nacionales e internacionales. El objetivo de la PCD es conseguir unas relaciones exteriores tan ecológica, económica y socialmente coherentes como sea posible, y así lograr una cooperación al desarrollo más eficaz.
La Organización para la Cooperación y el Desarrollo Económicos (OCDE) también ha promovido una mayor coherencia de políticas de desarrollo. Tiene incluso un departamento específico, la Unidad de Coherencia de Políticas para el Desarrollo. Asimismo se ha impulsado este objetivo en la Asociación de Busan para una eficaz cooperación al desarrollo (2011) y en la cumbre de la ONU para los Objetivos de Desarrollo del Milenio (ODM, sustituidos, tras alcanzarse en parte, por los Objetivos de Desarrollo Sostenible, ODS). En una época en la que la ayuda exterior probablemente va a estar bajo mayor presión, la coherencia de las políticas de desarrollo debería adquirir mayor importancia, ya que permite lograr mayor desarrollo con menos dinero.
Los orígenes del concepto se remontan a exitosas campañas de organizaciones no gubernamentales (ONG) europeas del período 1990-2000 que denunciaban el "vertido" de productos europeos en países en desarrollo, y que en 1992 llevaron a un artículo en el Tratado de la Comunidad europea por el que se requería a los diseñadores de políticas de la UE que tuvieran en cuenta los intereses de los países en desarrollo cuando diseñaran nuevas políticas. Según la traducción, este artículo del Tratado se refería a promover la coherencia (p. ej. en la versión en alemán) o la consistencia (p. ej. en la versión en inglés). En ese mismo período, aunque posteriormente, la OCDE añadió "para el desarrollo" con el fin de aclarar que la PCD intentaba que las políticas no perjudicaran los objetivos de desarrollo internacional y que, a ser posible, contribuyeran a lograrlos. Ejemplos de definiciones de PCD que aclaran su énfasis en el impacto se pueden encontrar en el consenso europeo sobre desarrollo de 2005 (ligado a los ODM) y en el documento resultante de cumbre de la ONU sobre los ODM en 2008.
Bajo los principios de la PCD, los potenciales conflictos de objetivos e intereses entre la política de cooperación internacional y otras políticas (por ejemplo la comercial o la de defensa) de los diferentes órganos administrativos de un país (por ejemplo, el Ministerio de Desarrollo Internacional del Reino Unido puede tener, respecto a un país, políticas contradictorias con las del Foreign Office) deben en lo posible identificarse y resolverse. Estos conflictos pueden surgir en muchas políticas: migratoria, agrícola, ambiental, sanitaria, financiera, seguridad, educativa, cultural y de investigación. En realidad ni siquiera dentro de un mismo país está asegurada la coherencia de las políticas de los diversos departamentos: son frecuentes los conflictos entre el ministro de Hacienda, reacio a gastar, y los demás, que son propensos. En estos casos el presidente del gobierno, por encima de todos los ministros, suele actuar de árbitro.
El concepto de coherencia en las políticas para el desarrollo surgió primero en las discusiones entre donantes de ayuda exterior a comienzos del período 1990-2000. El término policy coherence for development se originó al darse cuenta de que las políticas no específicamente de ayuda (por ejemplo la de defensa) de los países donantes afectaban a los países beneficiarios, y lo deseable no era que estas otras políticas entorpecieran los objetivos de desarrollo internacional, sino que los apoyaran. La PCD inicialmente resaltaba la responsabilidad de que los países desarrollados, al formular sus políticas nacionales (comercio, financiera, migratoria, seguridad, tecnológica, ciencia), tuvieran en cuenta sus efectos sobre los países en desarrollo. Por ejemplo un país desarrollado D quiere ayudar a otro en desarrollo E, y le dona anualmente 10 millones de unidades monetarias U. Pero a la vez formula una política migratoria que restringe la entrada de ciudadanos de E en D, con lo que E pierde anualmente 100 millones de U en remesas.
El término nace así de un planteamiento norte-sur con la responsabilidad de lograr una mayor coherencia asignada a los países desarrollados en beneficio de los países en desarrollo. Al evolucionar el concepto, se ha entendido que la PCD va más allá del "no harás daño" (elemento del juramento hipocrático) y que promueve la búsqueda de sinergias entre la cooperación al desarrollo y otras políticas, así como la corrección de las incoherencias existentes. Los debates que se han producido en la UE y la OCDE sobre el fomento de la PCD también han animado la comprensión de que la PCD debería reforzarse en los diferentes niveles: dentro de cada ministerio, entre ministerios, entre gobiernos nacionales, multilateral, y con otros actores no gubernamentales.
La PCD opera en una economía mundial multipolar donde todos países desempeñan su papel para impulsar el crecimiento mundial y permitir el desarrollo sostenible. Un panorama económico mundial rápidamente cambiante significa que cada país encara retos sociales, económicos y medioambientales más complejos e interconectados. Entender mejor los vínculos entre las tendencias mundiales emergentes y sus implicaciones es crítico para los países que intentan diseñar estrategias que los desarrollen sosteniblemente.

## La Unión Europea y la coherencia de las políticas de desarrollo
La Unión Europea (UE) ha traducido el concepto de la PCD a un compromiso legal establecido en el Tratado de Lisboa de 2009 y ha destacado dicho concepto en declaraciones y comunicaciones políticas, incluyendo su posición en la agenda posterior a 2015, Una vida decente para todos. 
La OCDE expresó su voluntad política de asegurar la PCD en su declaración ministerial de 2008 y las posteriores recomendaciones sobre PCD de su consejo en 2010. La estrategia para el desarrollo de la OCDE también asigna una importancia clave a la PCD. Tanto la OCDE como la UE han puesto en marcha sistemas y herramientas para conseguir mayor coherencia, han establecido objetivos globales, facilitan la toma de decisiones y miden los avances. Estos mecanismos incluyen, por ejemplo, revisión por pares, indicadores e informes periódicos, así como conjuntos de políticas prácticas para conseguir progresos. Algunos países miembros de la OCDE, como Finlandia o los Países Bajos, han desarrollado y pilotado autovaloraciones de su PCD. Finlandia y Suiza también están probando valoraciones de impacto en la seguridad alimentaria.
El Centro Europeo para la Gestión de Políticas de Desarrollo (ECDPM por sus siglas en inglés), un laboratorio de ideas con sede en Maastricht (Países Bajos) dedicado a la cooperación al desarrollo, sostiene que la PCD es una cuestión política. Un problema clave para los países es cómo alcanzar y sostener un nivel de interés político en la PCD, cómo hacerla entrar en la agenda política, y cómo conservar el impulso y lograr compromisos que promuevan significativamente esta coherencia, tanto a nivel nacional como de la Unión Europea. A pesar de que no se cuestionan los beneficios potenciales de una mayor PCD, el ECDPM argumenta que el liderazgo político en su defensa ha disminuido recientemente en varios países, incluso en los considerados líderes mundiales en PCD.
Un informe de la Comisión Europea declara que la UE ha logrado progresos en PCD tanto a nivel comunitario como de países miembros, un hecho reconocido por la OCDE en la revisión por pares de su Comité de Ayuda al Desarrollo (2012). La Comisión sostiene que la UE ha consegudo su liderazgo mundial en PCD llevando a cabo compromisos en la elaboración de sus políticas. Sin embargo reconoce que todavía se puede progresar en lo que se refiere a valorar impactos, evaluación, seguimiento de los avances e informes sobre la aplicación de estas políticas. La Comisión sostiene que la UE continúa siendo el líder internacional en PCD, por delante de sus socios principales, con los mayores niveles de compromiso político y legal. Posteriormente algunos asuntos sobre esta coherencia se han beneficiado de un nivel de atención política alto y sostenido, y han figurado de manera prominente en la agenda del Consejo de Asuntos Exteriores de la Unión Europea.

## Los Estados Unidos y la coherencia de las políticas de desarrollo
La PCD se encuentra entre los muchos criterios aplicados en el proceso de revisión por pares del Comité de Ayuda al Desarrollo (CAD) de la OCDE. En 2011 la revisión de los Estados Unidos declaró: «El CAD considera que hay progreso hacia la PCD cuando: (i) se especifican claramente los objetivos de las políticas; (ii) existen mecanismos de coordinación de políticas para resolver conflictos o incongruencias entre ellas y maximizar las sinergias; y (iii) hay sistemas de control, análisis e informes que proporcionan la evidencia necesaria para la rendición de cuentas y para que las políticas cuenten con la información suficiente. (OCDE, 2008).La revisión por pares de 2006 animó el gobierno de EE. UU. para desarrollar una PCD más explícita a asignar los recursos necesarios para analizar y gestionar eficazmente la agenda de la PCD. Cinco años después, los EE. UU. han conseguido progresos mixtos en cumplir estas recomendaciones y alzar los 3 pilares de la PCD.» [(i), (ii) y (iii)]
La OCDE sostiene que la estrategia de seguridad nacional no puede sustituir a la PCD. Después de que en 2013 se aprobara la Ley de operaciones de apropiación estatales y extranjeras del año fiscal 2014 (en EE. UU. va del 1 de julio de 2013 al 30 de junio de 2014), Kate Almquist Knopf, una antigua ayudante de la administración de USAID, blogueó: «Hay un desajuste fundamental entre la arquitectura estadounidense de ayuda al desarrollo, sus recursos y sus objetivos.» «Esta ley era un punzante recordatorio de la baja estima que muchos miembros del Congreso tienen por el desarrollo y por USAID, el organismo federal encargado de prestar ayuda exterior.» Pidió que el administrador de USAID fuera un miembro permanente del Consejo de Seguridad Nacional, y que el Secretario de Estado de los EE. UU. devolviera a USAID autoridad presupuestaria y planificadora restaurando la función del administrador USAID como director de la ayuda exterior norteamericana.

## Coherencia de políticas para la seguridad alimentaria
La seguridad alimentaria es un reto de desarrollo importante, y para abordarla, la UE, entre otros, la ha puesto alta entre sus prioridades de desarrollo para los años venideros. Sin embargo, mientras la UE es el líder mundial en seguridad alimentaria para el desarrollo, el Centro Europeo para la Gestión de Políticas de Desarrollo (ECDPM por sus siglas en inglés) sostiene que algunas de sus políticas son dañinas para seguridad alimentaria mundial y el desarrollo agrícola.
Un análisis de la elaboración de las políticas comunitarias sobre agricultura, pesca, energía y comercio muestra que se han hecho algunos esfuerzos tangibles para, en aras de la seguridad alimentaria, fortalecer la coherencia de las diversas políticas. Se trata sin embargo de pasos tentativos. Otras preocupaciones e intereses dominan los debates y conforman los resultados, mientras las consideraciones de seguridad alimentaria mundial desempeñan de un papel muy marginal a ninguno en absoluto. Sucede también que la justificación de la seguridad alimentaria que se utiliza no concuerda con el propio marco comunitario de política de seguridad.

## Coherencia de las políticas para el desarrollo en el debate de los objetivos de desarrollo posteriores a 2015
Entre la reflexión internacional sobre la forma y el fondo de un marco de desarrollo posterior a 2015 (que se concretó en los Objetivos de Desarrollo Sostenible, ODS), entre muchos otros asuntos se destacó la coherencia de las políticas de desarrollo (PCD por sus siglas en inglés) como un componente clave del debate "más allá de la ayuda" (es decir, cómo conseguir el desarrollo de países por vías diferentes a darles dinero). Las discusiones sobre el marco posterior a 2015 resaltaron la necesidad de una agenda de desarrollo universal, pertinente para las necesidades tanto de los países en desarrollo como de los desarrollados (así son los ODS: marcan objetivos a todos los países; por ejemplo acabar con la pobreza que también hay en algunos países desarrollados) y basada en responsabilidades compartidas. Todo ello en el contexto de un cambiante paisaje de desarrollo mundial, desarrollo compartido y retos de bienes públicos globales, como el calentamiento mundial, que amplían la desigualdad de ingreso, la escasez de recursos y la degradación medioambiental. El concepto original de PCD, centrado en las políticas "más allá de la ayuda" del Comité de Ayuda al Desarrollo de los países donantes de la OCDE, no encaja fácilmente en esta nueva "lógica universal". Por esta razón la OCDE ha redefinido la PCD y ahora promueve un planteamiento universal más amplio y una definición de PCD en el contexto de la agenda posterior a 2015.
«Fomentar una asociación mundial para el desarrollo», el octavo de los Objetivos de Desarrollo del Milenio (ODM, predecesores de los ODS), se diseñó «para crear un entorno –tanto a escala nacional como mundial– que lleve al desarrollo y a la eliminación de la pobreza». La OECD argumenta que el progreso hacia este objetivo ha sido limitado y de hecho este objetivo minimizó la importancia de las políticas nacionales y la movilización de recursos nacionales para financiar los ODM y fomentar el desarrollo. Sostiene también que las discusiones sobre PCD principalmente han tenido lugar entre donantes y se han centrado en la coherencia entre las políticas de ayuda y otras políticas, además de enfocarse sectorialmente. Esto ha significado centrarse en asuntos de importante alcance transfronterizo, como comercio, agricultura, inversión, salud y migración, entre otros, pero sin prestar atención a la multidimensionalidad de los retos de desarrollo. Al mismo tiempo, un planteamiento de "nombrar y avergonzar" (denunciar públicamente qué países lo están haciendo mal) ha tenido éxito sólo en destacar los fracasos y efectos negativos de las otras políticas. Esto ha sido contraproducente para comprometer a otras comunidades políticas y actores clave más allá de los habituales en desarrollo.
Un artículo del Centro Europeo para la Gestión de Políticas de Desarrollo sostiene que varios principios e ideas de la PCD pueden imbuirse en el marco posterior a 2015 sin utilizar jerga PCD. Entre ellos: i) objetivos para medios de Implementación en áreas temáticas que verdaderamente requieren reforzar la PCD; ii) objetivos de aumento de capacidad para la elaboración de políticas más integradas y basadas en la evidencia; y iii) esfuerzos para construir un marco sólido para la rendición de cuentas. El artículo concluye además que, independientemente de si un concepto universal de PCD será parte explícita del lenguaje de un nuevo marco, el progreso real en PCD deberá seguir siendo un componente principal de las acciones de la OCDE y la UE para cumplir compromisos posteriores a 2015.

## Índice de coherencia de políticas para el desarrollo
El índice de coherencia de políticas para el desarrollo sostenible (PCSDI por sus siglas en inglés) es un índice elaborado por la Coordinadora de Organizaciones No Gubernamentales en cooperación con la Red española para Estudios de Desarrollo REEDES. El PCSDI analiza tanto las políticas que hacen una contribución positiva al desarrollo sostenible en un país como las que impactan negativamente, no solo en ese país, sino también en países terceros o en todo planeta.
En el PCSDI de 2019 se ordenan 148 países desde 26,76 (el peor, India) hasta 79,02 (el mejor, Dinamarca). El PCSDI tiene 5 componentes: económico, social, medioambiental, global y productivo.

## Una crítica al concepto
En 2013 Owen Barder, reconocido bloguero en temas de desarrollo, criticó el concepto de "coherencia de políticas para el desarrollo" con el título "La coherencia de políticas es una superstición" (Hobgoblin, una palabra inglesa que originalmente significa "duende" y que designa algo que inspira un temor supersticioso). Argumenta que: «El término PCD nos ha dado una industria de informes y conferencias centradas en si los países tienen políticas compatibles, y las instituciones consideraron adecuado que las tuvieran compatibles, en vez de centrarse en si esas políticas apoyan individualmente el desarrollo o son enemigas de él. Quizás el concepto ha alterado subconscientemente los objetivos de las políticas nacionales además de afectar a la consistencia.»